# Ezra Mendelsohn
Ezra Mendelsohn (geboren 26. Oktober 1940 in New York City; gestorben 13. Mai 2015 in Jerusalem) war ein US-amerikanisch-israelischer Historiker.

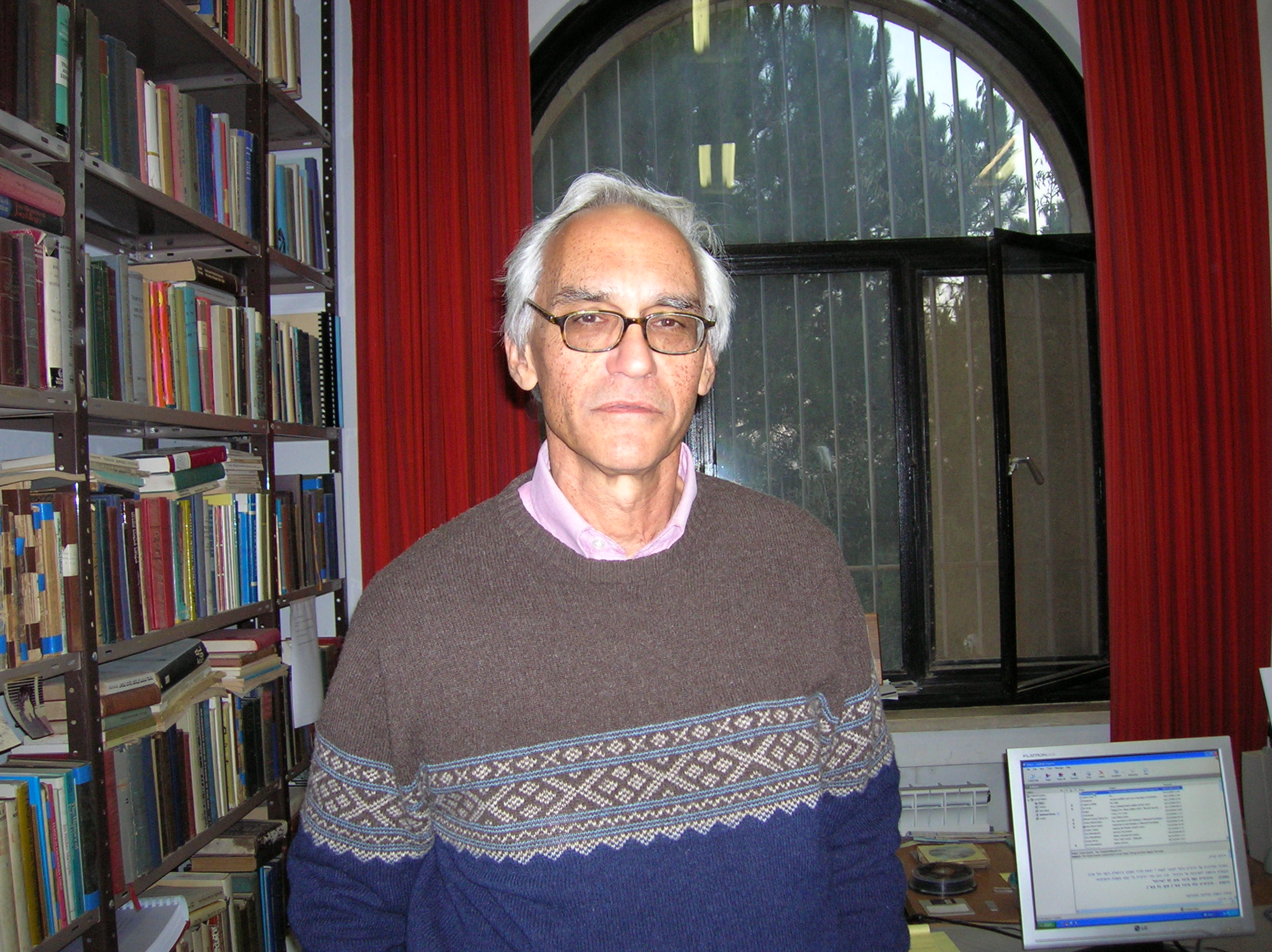
Ezra Mendelsohn (2008)

## Leben
Ezra Mendelsohn war ein Sohn des Semitistik-Professors an der Columbia University Isaac Mendelsohn und der Lehrerin Fanny Soyer. Seine Schwester Ora Mendelsohn Rosen (1935–1990) arbeitete in der Krebsforschung; der Historiker Daniel Soyer ist sein Cousin. Mendelsohn studierte Geschichte und wurde 1966 an der Columbia University promoviert. Nach seiner Emigration nach Israel arbeitete er an der Hebräischen Universität Jerusalem, wo er als Rachel & Michael Edelman professor of European Jewry and Holocaust Studies forschte und lehrte. Mendelsohn war Mitherausgeber der Zeitschrift Studies in Contemporary Jewry und ab 2007 dies auch bei der Zeitschrift Zion. Nach seiner Emeritierung arbeitete er vier Jahre an der Boston University.
Mendelsohn veröffentlichte mehr als 30 Bücher und Artikel über die jüdische Arbeiterbewegung, die Juden in Osteuropa und über jüdische Politik. Er interessierte sich auch für kunstsoziologische Fragestellungen und schrieb über jüdische moderne bildende Kunst und Musik; für sein Werk über den Krakauer Maler Maurycy Gottlieb erhielt er 2008 den Bialik-Preis. Mendelsohn ging ferner der Bedeutung des Sports für das Judentum nach.

## Schriften (Auswahl)
- Juden. In: Claus D. Kernig (Hrsg.): Sowjetsystem und demokratische Gesellschaft. Eine vergleichende Enzyklopädie. Band 3: Ideologie bis Leistung. Basel : Herder, 1969, ISBN 3-451-14376-3
- Class Struggle in the Pale : the Formative Years of the Jewish Workers' Movement in Tsarist Russia. Cambridge University Press, 1970
- The Jews of East Central Europe Between the World Wars. Bloomington : Indiana University Press, 1983, ISBN 0-253-3316-0-9
- mit Richard I. Cohen (Hrsg.): Art and Its Uses – The Visual Image and Modern Jewish Society. Oxford University Press, 1990, ISBN 0-19-506188-8
- On Modern Jewish Politics. New York : Oxford University Press, 1993
- (Hrsg.): Modern Jews and Their Musical Agendas. Institute of Contemporary Jewry, Hebrew University of Jerusalem, 1994, ISBN 978-0-19-535882-7
- (Hrsg.): Literary Strategies. Jewish Texts and Contexts. New York : Oxford University Press 1996, ISBN 0-19-511203-2
- Painting a People: Maurycy Gottlieb and Jewish Art. Hanover : Brandeis University Press, 1999, ISBN 1-58465-179-2
- mit Antony Polonsky, Jerzy Tomaszewski: Polin. Jews in Independent Poland, 1918–1939. Littman Library of Jewish Civilization, 2004, ISBN 1-904113-22-2
- (Hrsg.): Jews and Sports in Poland before the Second World War. Oxford University Press, 2009, ISBN 978-0-19-972479-6
- mit Stefani Hoffman, Richard I. Cohen (Hrsg.): Against the grain : Jewish intellectuals in hard times. New York : Berghahn, 2014, ISBN 978-1-78238-002-3